# Цвинтар Старого Знесіння

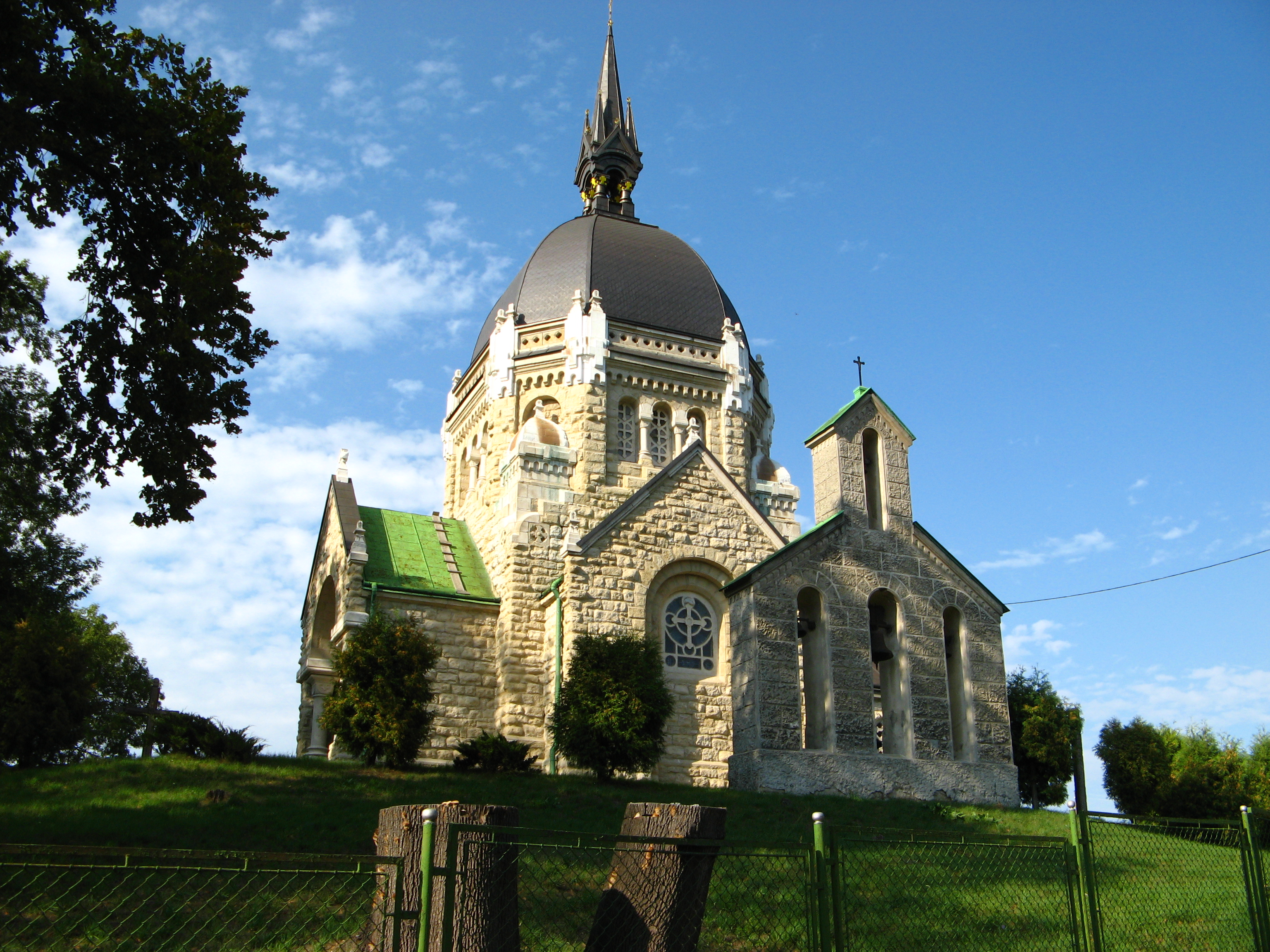
Церква Вознесіння Господнього

Цвинтар Старого Знесі́ння або Старозне́сенський розташований у Львові при сучасній вулиці Заклинських у невеликому яру між двома схилами. Тут містяться зокрема пам'ятки XIX століття, меморіальні поховання з першої світової війни та польсько-української війни 1918—1919 рр. (поховання бійців УГА, в'язнів Талергофу, активістів товариств «Просвіта» та «Союзу Українок»).

## Історія
Цвинтар було засновано в середині XIX століття, коли Знесіння було окремим селом (найдавніше відоме поховання датовано 1867 роком). Неподалік, поряд з церквою Вознесіння Господнього містився інший, давніший християнський цвинтар. Попри заборону австрійського уряду з 1783—1784 років проводити поховання біля церков він проіснував до кінця XIX століття, втім частіше ховали таки на новому цвинтарі, який також належав до згаданої вище церкви Вознесіння Господнього. 
Територію цвинтаря кілька разів розширювали, зокрема у 1912 році та під час російської окупації Галичини у 1914–1915 років. Внаслідок цих змін його площа становила 4675,65 м² (1300 квадратних сажнів). 
У радянський період були плани ліквідувати цвинтар, проте цього не зробили. Втім частину поховань таки усунули у 1980-х роках при спорудженні спортивної зони «Динамо» для гірськолижного з'їзду. У травні 1990 львівський міськвиконком ухвалив рішення про взяття цвинтаря під охорону як пам'ятки.

## Відомі поховання
- Стрілецька могила (21 травня 1991 її було занесено до списку пам'яток археології, історії та мистецтва Львівського облвиконкому).
- Могила стрільців УГА, що полягли на Знесінні в грудні 1918 року (розташована майже в самому кінці центральної алеї з правого боку). Тут поховано близько 30 бійців[1].
- В окремих могилах на цвинтарі поховані також інші воїни УГА — Іван Сметана та Іван Вегера.
- Гробівець в'язнів Талергофу, зведений у стилі модерну. Тут поховані місцеві москвофіли[2].
- Нагробки Катрі Лотоцької, голови місцевої філії «Союзу Українок», Крілика — голови товариства «Просвіта» на Новому Знесінні; активістів — Головка, Сіяка, Лужняка, Буя, Кирилюка, Куртяка. Останній очолював «Просвіту» на Старому Знесінні і допомагав монахиням зі згромадження св. свщм. Йосафата.
- Гробівці родин Лунів (Łuń), Білинських-Тарасовичів (Biliński-Tarasowicz), Яновських (Janowski), Шушкевичів (Szuszkiewicz), Свинченків (Świnczenko). У гробівці родини Лунів похований будівельний підприємець Петро Лунь (розташовані в центральній частині цвинтаря при головній алеї).